# Jāshak
Jāshak (persiska: جاشک, چاشك) är en ort i Iran.   Den ligger i provinsen Bushehr, i den södra delen av landet, 800 km söder om huvudstaden Teheran. Jāshak ligger 92 meter över havet och antalet invånare är 123.
Terrängen runt Jāshak är varierad. Runt Jāshak är det glesbefolkat, med 17 invånare per kvadratkilometer. Närmaste större samhälle är Ābkosh, 11,8 km väster om Jāshak. Trakten runt Jāshak är ofruktbar med lite eller ingen växtlighet.